# Culles-les-Roches
Culles-les-Roches település Franciaországban, Saône-et-Loire megyében. Lakosainak száma 200 fő (2022. január 1.). Culles-les-Roches Fley, Bissy-sur-Fley, Saint-Boil, Saint-Gengoux-le-National, Saint-Martin-du-Tartre, Saint-Maurice-des-Champs és Saules községekkel határos.

## Népesség
A település népességének változása:
| Lakosok száma | 201  | 198  | 205  | 197  | 200  | 202  | 201  | 201  | 200  |
|               | 2013 | 2015 | 2016 | 2017 | 2018 | 2019 | 2020 | 2021 | 2022 |